# ニュージョージア海峡

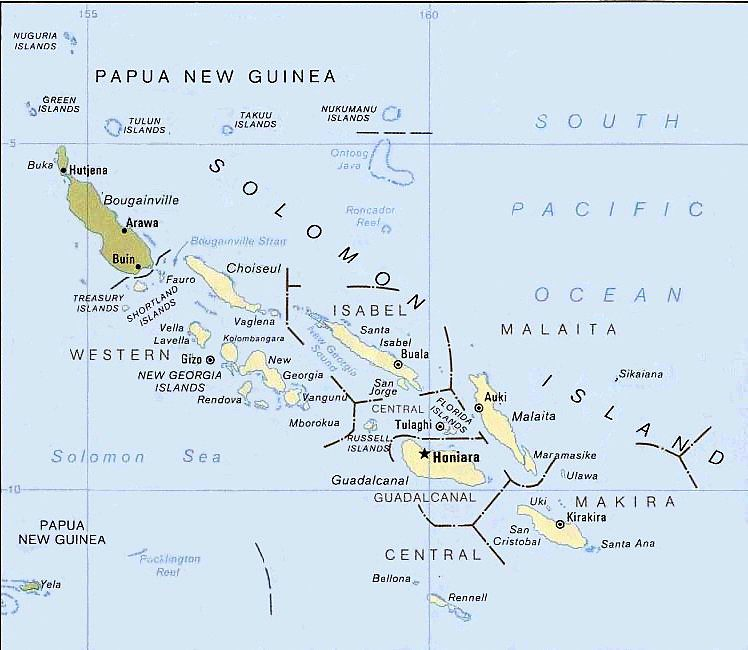
ニュージョージア海峡

ニュージョージア海峡 (New Georgia Sound) は、ソロモン諸島のほぼ中央部に位置する海峡。

## 地理
海峡の北側にはショアズール島、サンタイサベル島、フロリダ島が位置し、南側はベララベラ島、コロンバンガラ島、ニュージョージア島、ラッセル諸島が位置する。ブーゲンビル島が海峡の西端、ガダルカナル島及びアイアンボトム・サウンドが東端に位置する。

## 歴史
第二次世界大戦中にニュージョージア海峡は、連合軍によってその地形および艦艇の通行量から「ザ・スロット」（the Slot）と呼ばれた。日本軍のガダルカナル島守備隊へ補給を行う艦隊は「鼠輸送」と呼ばれ、連合軍側からは「東京急行 Tokyo Express」と呼ばれた。1942年から43年にかけて同海峡では多数の海戦が行われた。

## この海域で行われた主な海戦
- 第一次ソロモン海戦
- サボ島沖海戦
- ルンガ沖夜戦
- 第三次ソロモン海戦
- ビラ・スタンモーア夜戦
- クラ湾夜戦
- コロンバンガラ島沖海戦
- ベラ湾夜戦